# 中電工
株式会社中電工（ちゅうでんこう、英: CHUDENKO CORPORATION）は、中国電力系の設備工事会社である。

## 概要
1944年（昭和19年）に「中国電気工事株式会社」として設立。
1990年（平成2年）に現社名に変更。
技術本部・営業本部・電力本部・業務本部・企画本部の5本部体制。
営業網は中国5県を中心に東京本部、大阪本部、名古屋支社、四国支社、九州支社、沖縄営業所などがある。全国151の事業場を拠点として、営業活動を展開している。
なお、これまでに廃止した事業場としては、苫小牧、仙台、筑波、金沢、滋賀、京都、神戸、高知、大分、熊本、鹿児島などがある。
2010年（平成22年）には、農業への取組に向けた子会社「合同会社あぐりこるWEST」を設立。島根県浜田市で農園を運営。
1990年（平成2年）創設の陸上競技部は、元日に群馬県で行われる全日本実業団対抗駅伝大会（ニューイヤー駅伝）に、1995年より連続出場を果たしている。2023年(令和5年)に開催された第67回大会で初の7位入賞を果たした。
新たな取組として、IPカメラ・AI・VIXクラウドを活用した画像センシング事業をCaaSソリューション事業として、展開している

### 社是
- 眞心 - 1980年（昭和55年）制定。 偽りなき真実の心、正直にしてわだかまりなき心、純粋な心、私心なき心

## 沿革
- 1944年（昭和19年）- 軍需省の要請により主に中国５県下の電気工事会社12社が統合し、「中国電気工事株式会社」として設立。創立記念日は10月1日。本社を広島に置き、5支社（広島、山口、岡山、山陰、大阪）1分室（岡山）で営業開始。資本金は150万円。
- 1945年（昭和20年）- 戦火により支社及び各出張所が相次いで焼失。本社を廿日市市に移転。
- 1946年（昭和21年）- 中国配電（現・中国電力）電気工事部を吸収（のちの製器工場）。本社を広島市に移転。大阪支社を廃止し、大阪事務所と名称変更。鳥取支社を新設。山陰支社を島根支社と名称変更。
- 1949年（昭和24年）- 本社・支社の呼称を本店・支店と改称。広島証券取引所へ上場。
- 1950年（昭和25年）- 東京事務所開設（現・東京本部）、九州事務所開設（現・九州支社）。送電鉄塔工事に進出。
- 1954年（昭和29年）- 本店新社屋完成。
- 1956年（昭和31年）- VVF電線（平型ビニル絶縁電線）の開発に成功。健康保険組合を設立。
- 1960年（昭和35年）- 名古屋営業所開設、四国出張所開設。技能者養成所開設（後の研修所）。
- 1963年（昭和38年）- アイルランド共和国で開催された技能五輪国際大会・電工種目で川井一令が金メダル獲得。営業本部を設立。
- 1964年（昭和39年）- 製器工場でボウリングピンセッターの製作を開始。
- 1967年（昭和42年）- 京都出張所を開設（現・京都営業所）
- 1968年（昭和43年）- 神戸出張所を開設（現・神戸営業所）。大阪証券取引所市場2部に上場。
- 1970年（昭和45年）- 苫小牧出張所を開設。東京証券取引所市場2部に上場。
- 1971年（昭和46年）- 広島市上天満町に本店新社屋完成。
- 1972年（昭和47年）- 沖縄営業所を開設。東京証券取引所、大阪証券取引所市場1部へ指定替え。
- 1973年（昭和48年）- 研修所を八千代町（現・安芸高田市）に新築移転。
- 1977年（昭和52年）- 社名略称として「中電工」の統一決定。
- 1980年（昭和55年）- 社是「眞心」制定。
- 1990年（平成02年）- 株式会社中電工に社名変更。マラソン部を創部。
- 1994年（平成06年）- 創立50周年。
- 1996年（平成08年）- 広島市中区に新築した平和大通り電気ビルに本店移転。
- 1997年（平成09年）- 広島県知事認定の職業能力開発短期大学校「中電工技術短期大学校」開校。
- 2003年（平成15年）- 大阪証券取引所上場廃止。子会社「岡山エレテック」「山口エレテック」を設立。
- 2004年（平成16年）- 創立60周年。子会社「島根エレテック」「鳥取エレテック」を設立。
- 2006年（平成18年）- 組織改正に伴う拠点化（支社体制）。東京本部を東京都目黒区から東京都新宿区に移転。
- 2007年（平成19年）- 研修所（安芸高田市）と技術短期大学校（広島市安佐南区）を統合し、旧技術短期大学校に新研修所を設置。
- 2008年（平成20年）- 執行役員制度導入。将来ビジョンプロジェクトを設置。
- 2009年（平成21年）- 営業企画部・第三営業部を本店に設置。
- 2010年（平成22年）- 技術本部を設置。第三営業部をソリューション営業部に名称変更。合同会社あぐりこるWESTを設立。
- 2011年（平成23年）- マレーシアに現地法人（子会社）を設立。子会社（中工設備株式会社と株式会社中電工サービス広島、株式会社周南エレテックと株式会社山口エレテック）を合併。
- 2013年（平成25年）- 東北支社を設置。
- 2014年（平成26年）- 創立70周年。記念事業として広島市民球場（MAZDA Zoom-Zoom スタジアム広島）への屋外時計塔の寄贈。事業創出部を設置。
- 2017年（平成29年）- 本社ビル20階にある社員食堂を展望レストラン「ブルースカイシーズこあみ」に改装・改称。7月3日より社員以外にも開放[4]。
- 2023年（令和05年） - 東京本部を移転。CaaSを商標登録。
- 2024年（令和06年） - 創立80周年。

## 提供番組
- めざましテレビ（岡山ローカル）
- せとチャレ!STU48 (広島ホームテレビ) ※2018年4月15日~

## 関連企業
- 三親電材株式会社
- 中工開発株式会社
- 株式会社中電工エレテック広島・島根
- 株式会社中電工テクノ
- 株式会社イーペック広島
- 株式会社中電工エレテック岡山・鳥取
- 株式会社中電工エレテック山口
- 杉山管工設備株式会社
- 早水電機工業株式会社
- 株式会社昭和コーポレーション
- 株式会社ベリーネ
- CHUDENKO (Malaysia) Sdn. Bhd.